# Willie Pearse
William "Willie" Pearse (em irlandês:  Liam Mac Piarais, 15 de novembro de 1881 – 4 de maio de 1916) foi um republicano irlandês que lutou na Revolta da Páscoa e posteriormente executado pelos ingleses por sua participação na insurreição. Ele é o irmão mais jovem de Patrick Pearse, um dos mentores e líderes do levante.